# A Seven Days – Az időkapu epizódjainak listája
Ez a cikk a Seven Days – Az időkapu című sorozat epizódjait listázza.

## Évados áttekintés
| Évad | Évad | Epizódok | Eredeti sugárzás     | Eredeti sugárzás | Eredeti adó |
| Évad | Évad | Epizódok | Évadpremier          | Évadfinálé       | Eredeti adó |
| ---- | ---- | -------- | -------------------- | ---------------- | ----------- |
|      | 1    | 21       | 1998. október 7.     | 1999. május 26.  | UPN         |
|      | 2    | 23       | 1999. szeptember 29. | 2000. május 24.  | UPN         |
|      | 3    | 22       | 2000. október 11.    | 2001. május 29.  | UPN         |

## 1. évad (1998-1999)
| Sor. | Év. | Cím                                              | Rendező              | Író                                                                       | Premier                             |
| ---- | --- | ------------------------------------------------ | -------------------- | ------------------------------------------------------------------------- | ----------------------------------- |
| 1.   | 1.  | Végzetes merénylet, 1. rész (Pilot Part 1)       | John McPherson       | Történet: Christopher Crowe és Zachary Crowe Tévéjáték: Christopher Crowe | 1998. október 7. 2005. június 20.   |
| 2.   | 2.  | Végzetes merénylet, 2. rész (Pilot Part 2)       | John McPherson       | Történet: Christopher Crowe és Zachary Crowe Tévéjáték: Christopher Crowe | 1998. október 7. 2005. június 21.   |
| 3.   | 3.  | Gyilkos vírus (The Gettysburg Virus)             | Vern Gillum          | Történet: Harry Cason és Stephen Beck Tévéjáték: Harry Cason              | 1998. október 14. 2005. június 22.  |
| 4.   | 4.  | Újra és újra (Come Again?)                       | Aaron Lipstadt       | Evan Katz                                                                 | 1998. október 21. 2005. június 23.  |
| 5.   | 5.  | Titkos akció (Vows)                              | John McPherson       | Thomas Ropelewski                                                         | 1998. október 28. 2005. június 24.  |
| 6.   | 6.  | Gonosz többszörös, 1. rész (Doppleganger Part 1) | John McPherson       | James Crocker                                                             | 1998. november 4. 2005. június 27.  |
| 7.   | 7.  | Gonosz többszörös, 2. rész (Doppleganger Part 2) | John McPherson       | James Crocker                                                             | 1998. november 11. 2005. június 28. |
| 8.   | 8.  | Belső ellenség (Shadow Play)                     | David Livingston     | B.B. Smickers                                                             | 1998. november 18. 2005. június 29. |
| 9.   | 9.  | Ismeretlen ismerős (As Time Goes By)             | John McPherson       | Tim Finch és Tamara Shaw                                                  | 1998. november 25. 2005. június 30. |
| 10.  | 10. | A múlt árnyai (Sleepers)                         | Charles Picerni, Sr. | Gannon Kenney                                                             | 1998. december 16. 2005. július 1.  |
| 11.  | 11. | Baráti tűz (HAARP Attack)                        | John McPherson       | Paulette Polinski                                                         | 1999. január 27. 2005. július 4.    |
| 12.  | 12. | Nyílt lapokkal (Last Card Up)                    | Charles Picerni, Sr. | Lyn Freeman                                                               | 1999. február 3. 2005. július 5.    |
| 13.  | 13. | A mélység fogságában (Last Breath)               | John McPherson       | Történet: John McPherson és Howard Salus Tévéjáték: Peter Farriday        | 1999. február 10. 2005. július 6.   |
| 14.  | 14. | A láthatatlan ember (Parkergeist)                | David Livingston     | Peter Farriday                                                            | 1999. február 24. 2005. július 7.   |
| 15.  | 15. | Apja lánya (Daddy's Girl)                        | Don Kurt             | Harry Cason                                                               | 1999. március 3. 2005. július 8.    |
| 16.  | 16. | A hasonmás (There's Something About Olga)        | Jeannot Szwarc       | Tim Finch és Tamara Shaw                                                  | 1999. március 31. 2005. július 11.  |
| 17.  | 17. | A bosszú órája (A Dish Best Served Cold)         | John McPherson       | Stephen Beck                                                              | 1999. április 12. 2005. július 12.  |
| 18.  | 18. | Hajsza Las Vegasban (Vegas Heist)                | Kenneth Johnson      | Dan York                                                                  | 1999. május 5. 2005. július 13.     |
| 19.  | 19. | Torzszülöttek (EBE's)                            | John McPherson       | Michael Cassutt                                                           | 1999. május 12. 2005. július 14.    |
| 20.  | 20. | A kódfejtő (Walter)                              | Charles Correll      | Harry Cason és Stephen Beck                                               | 1999. május 19. 2005. július 15.    |
| 21.  | 21. | A mentőkabin (Lifeboat)                          | John McPherson       | Thomas Ropelewski                                                         | 1999. május 26. 2005. július 22.    |

## 2. évad (1999-2000)
| Sor. | Év. | Cím                                                | Rendező              | Író                                                                            | Premier                               |
| ---- | --- | -------------------------------------------------- | -------------------- | ------------------------------------------------------------------------------ | ------------------------------------- |
| 22.  | 1.  | Öngól (The Football)                               | John McPherson       | Történet: Julie Ann Park Tévéjáték: Thomas Ropelewski                          | 1999. szeptember 29.                  |
| 23.  | 2.  | Veszélyes játék (Pinball Wizard)                   | Charles Correll      | Dan York                                                                       | 1999. október 6. 2005. július 25.     |
| 24.  | 3.  | On-lány (Parker.com)                               | Mike Vejar           | Peter Farriday                                                                 | 1999. október 13. 2005. július 26.    |
| 25.  | 4.  | Merénylet a metróban (For the Children)            | Don Kurt             | Ann Lewis Hamilton                                                             | 1999. október 20. 2005. július 27.    |
| 26.  | 5.  | A hasonmás visszatér (Two Weddings and a Funeral)  | David Livingston     | Tim Finch és Tamara Shaw                                                       | 1999. november 3. 2005. július 28.    |
| 27.  | 6.  | A gyógyulás ára (Walk Away)                        | Don Kurt             | Történet: Tim Finch és Tamara Shaw Tévéjáték: Brad Markowitz és Tom Ropelewski | 1999. november 10. 2005. július 29.   |
| 28.  | 7.  | Zűrös testvér (Sister's Keeper)                    | Kenneth Johnson      | Brad Markowitz                                                                 | 1999. november 17.                    |
| 29.  | 8.  | A halál angyala (The Collector)                    | John McPherson       | Alfonse Ruggiero, Jr.                                                          | 1999. november 24. 2005. augusztus 1. |
| 30.  | 9.  | Királyi mennyegző (Love and Other Disasters)       | David Livingston     | Paulette Polinski                                                              | 1999. december 15. 2005. augusztus 2. |
| 31.  | 10. | Ördögi terv (The Devil and the Deep Blue Sea)      | Charles Picerni, Sr. | Harry Cason                                                                    | 2000. január 5. 2005. augusztus 3.    |
| 32.  | 11. | A gonosz szellem (Time Gremlin)                    | Kenneth Johnson      | Thomas Ropelewski                                                              | 2000. január 12. 2005. augusztus 4.   |
| 33.  | 12. | Élve eltemetve (Buried Alive)                      | Mike Vejar           | Stephen Beck                                                                   | 2000. február 9. 2005. augusztus 5.   |
| 34.  | 13. | Ütközés a levegőben (The Backstepper's Apprentice) | John McPherson       | Dan York                                                                       | 2000. február 16. 2005. augusztus 10. |
| 35.  | 14. | Időbuborékok (Deja Vu All Over Again)              | Charles Correll      | Alfonse Ruggiero, Jr.                                                          | 2000. február 23. 2005. augusztus 11. |
| 36.  | 15. | A meteor napja (Space Station Down)                | William Graham       | Stephen Beck                                                                   | 2000. március 1. 2005. augusztus 12.  |
| 37.  | 16. | Castro bosszút áll (The Cuban Missile)             | David Livingston     | Thomas Ropelewski                                                              | 2000. március 22. 2005. augusztus 16. |
| 38.  | 17. | Zsenibaba (X-35 Needs Changing)                    | Charles Picerni, Sr. | Történet: Harry Cason és Julie Ann Park Tévéjáték: Harry Cason                 | 2000. április 5. 2005. augusztus 17.  |
| 39.  | 18. | A bombagyáros (Brother, Can You Spare a Bomb?)     | Charles Correll      | Történet: Nick Searcy és Peter Farriday Tévéjáték: Peter Farriday              | 2000. április 19. 2005. augusztus 18. |
| 40.  | 19. | Oltári zűr (Pope Parker)                           | John McPherson       | Paulette Polinski                                                              | 2000. április 26.                     |
| 41.  | 20. | Átkozott boszorkák (Witch Way to the Prom)         | Don Kurt             | Tim Finch és Tamara Shaw                                                       | 2000. május 3.                        |
| 42.  | 21. | Pandúrból rabló (Mr. Donovan's Neighborhood)       | Kenneth Johnson      | Brad Markowitz                                                                 | 2000. május 10.                       |
| 43.  | 22. | Meztelen igazság (Playmates and Presidents)        | Michael Vejar        | Dan York                                                                       | 2000. május 17.                       |
| 44.  | 23. | Gyilkos ellenszer (The Cure)                       | John McPherson       | Richard Blade                                                                  | 2000. május 24.                       |

## 3. évad (2000-2001)
| Sor. | Év. | Cím                       | Rendező              | Író                                 | Premier            |
| ---- | --- | ------------------------- | -------------------- | ----------------------------------- | ------------------ |
| 45.  | 1.  | Stairway to Heaven        | John McPherson       | Stephen Beck                        | 2000. október 11.  |
| 46.  | 2.  | Peacekeepers              | Charles Picerni, Sr. | Tim Finch és Reuben Leder           | 2000. október 18.  |
| 47.  | 3.  | Rhino                     | Kenneth Johnson      | David Aaron Freed és Howard Salus   | 2000. október 25.  |
| 48.  | 4.  | The Dunwych Madness       | Kenneth Johnson      | Stephen Beck                        | 2000. november 1.  |
| 49.  | 5.  | Olga's Excellent Vacation | John McPherson       | Harry Cason                         | 2000. november 8.  |
| 50.  | 6.  | Deloris Demands           | Mike Vejar           | Howard Salus és David A. Freed      | 2000. november 15. |
| 51.  | 7.  | The Fire Last Time        | Kenneth Johnson      | Tim Finch                           | 2000. november 22. |
| 52.  | 8.  | Tracker                   | Chip Scott Laughlin  | Reuben Leder                        | 2000. december 20. |
| 53.  | 9.  | Top Dog                   | Kenneth Johnson      | Thomas Ropelewski és Peter Farriday | 2001. január 3.    |
| 54.  | 10. | Adam & Eve & Adam         | John McPherson       | Peter Farriday                      | 2001. január 10.   |
| 55.  | 11. | Head Case                 | David Livingston     | Harry Cason                         | 2001. január 31.   |
| 56.  | 12. | Raven                     | Kenneth Johnson      | Stephen Beck                        | 2001. február 7.   |
| 57.  | 13. | The First Freshman        | Charles Correll      | Peter Farriday                      | 2001. február 14.  |
| 58.  | 14. | Revelation                | John McPherson       | Don Handfield és Darren Maddern     | 2001. február 21.  |
| 59.  | 15. | Crystal Blue Persuasion   | Chip Scott Laughlin  | Dan York és Michael King            | 2001. február 28.  |
| 60.  | 16. | Empty Quiver              | Les Butler           | Mike Mistovich                      | 2001. március 21.  |
| 61.  | 17. | Kansas                    | Charles Correll      | Michael King                        | 2001. március 28.  |
| 62.  | 18. | The Final Countdown       | Chip Scott Laughlin  | David Aaron Freed és Howard Salus   | 2001. április 4.   |
| 63.  | 19. | The Brink                 | Chip Scott Laughlin  | Mike Mistovich                      | 2001. május 8.     |
| 64.  | 20. | Sugar Mountain            | John McPherson       | Kamran Pasha                        | 2001. május 15.    |
| 65.  | 21. | Born in the USSR          | Kenneth Johnson      | Tim Finch                           | 2001. május 22.    |
| 66.  | 22. | Live: From Death Row      | John McPherson       | Adam Grossman                       | 2001. május 29.    |